# إيفو جربيتش
إيفو جربيتش (مواليد 18 يناير 1996) هو لاعب كرة قدم كرواتي يلعب في نادي أتلتيكو مدريد كحارس مرمى.

## روابط خارجية
- إيفو جربيتش على موقع الاتحاد الأوربي (الإنجليزية)
- إيفو جربيتش على موقع اتحاد كرواتيا (الكرواتية)
- إيفو جربيتش على موقع إي إس بي إن إف سي (الإنجليزية)
- إيفو جربيتش على موقع قاعدة بيانات كرة القدم.إي يو (الإنجليزية)
- إيفو جربيتش على موقع ليكيب (الفرنسية)
- إيفو جربيتش على موقع ناشيونال فوتبول تيمز (الإنجليزية)
- إيفو جربيتش على موقع Soccerbase.com (لاعب) (الإنجليزية)
- إيفو جربيتش على موقع Soccerway.com (الإنجليزية)
- إيفو جربيتش على موقع عالم كرة القدم.نت (الإنجليزية)